# اسکپی
اسکپی یک ابزار دستکاری بسته برای شبکه های کامپیوتری است که در ابتداتوسط فیلیپ بیوندی در پایتون نوشته شده است.  می تواند بسته ها را جعل یا رمزگشایی کند، آنها را روی سیم بفرستد، آنها را بگیرد و درخواست ها و پاسخ ها را مطابقت دهد.  همچنین می تواند کارهایی مانند اسکن، ردیابی، کاوش، تست واحد، حملات و کشف شبکه را انجام دهد.

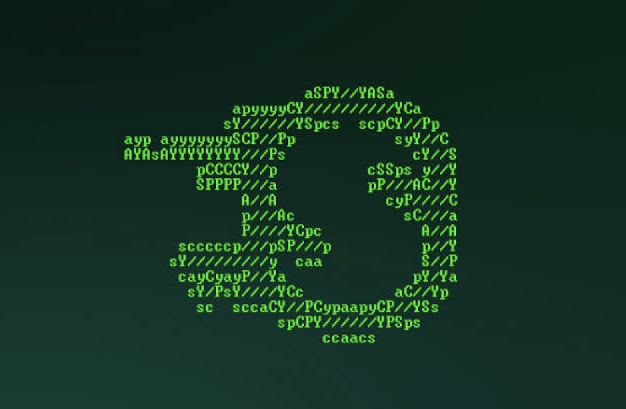

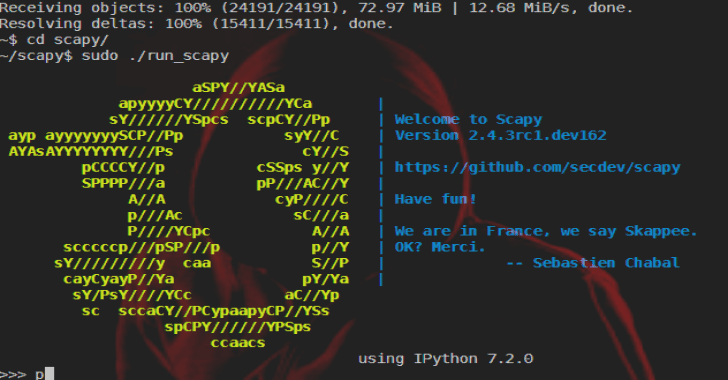

اسکپی یک رابط پایتون را در libpcap فراهم می‌کند، به روشی مشابه که Wireshark یک  محیط گرافیکی را ارائه می‌کند.  با پشتیبانی از تزریق بسته، فرمت های بسته سفارشی و اسکریپت متفاوت است.  در حالی که این یک ابزار فقط خط فرمان است، هنوز هم می تواند با تعدادی از برنامه های دیگر برای ارائه تجسم از جمله Wireshark، GnuPlot برای ارائه نمودارها، graphviz یا VPython برای نمایش تعاملی و غیره ارتباط برقرار کند.